# Acid House Kings
Acid House Kings — шведский музыкальный коллектив, исполняющий инди-поп. Он был образован в 1991 году Йоакимом Эдлундом и братьями Никласом и Йоханом Ангергордами и на сегодняшний день выпустил пять студийных альбомов.

## История
Братья Ангергорды были участниками группы Poprace, после распада которой они вместе с гитаристом Йоакимом Эдлундом сформировали Acid House Kings. Объединённые двумя разочарованиями — от распада британской рок-группы Felt и нового диска Моррисси Kill Uncle, они решили записать простую поп-музыку и в 1992 году выпустили дебютный альбом Pop, Look & Listen. Релиз не имел коммерческого успеха, и следующие две пластинки коллектива выходили с пятилетними перерывами, во время которых братья участвовали в побочных проектах. В 2002 году Юлия Ланнерхайм (свояченица Никласа), записывавшая бэк-вокал на втором альбоме группы Advantage Acid House Kings (1997), вошла в состав Acid House Kings, в то время как Эдлунд покинул его после выпуска следующей пластинки Mondays Are Like Tuesdays And Tuesdays Are Like Wednesdays.

## Дискография

### Студийные альбомы
- Pop, Look & Listen! (1992)
- Advantage Acid House Kings (1997)
- Mondays Are Like Tuesdays and Tuesdays Are Like Wednesdays (2002)
- Sing Along with Acid House Kings (2005)
- Music Sounds Better with You (2011)

### Мини-альбомы
- Play Pop EP (1992)
- Music Sounds Better Remixed (2011)

### Сборники
- The Sound of Summer (2000)

### Синглы
- Monaco GP (1994)
- Yes! You Love Me (1997)
- We Are the Acid House Kings (2001)
- Say Yes If You Love Me (2002)
- Do What You Wanna Do (2005)
- Everyone Sings Along with Acid House Kings (2006)
- Are We Lovers or Are We Friends? (2010)
- Would You Say Stop? (2011)
- Under Water (2011)
- Heaven Knows I Miss Him Now [feat. Dan Treacy] (2011)
- (I’m In) A Chorus Line (2011)